# Blaesoxipha pandellei
Blaesoxipha pandellei är en tvåvingeart som först beskrevs av Villeneuve 1911.  Blaesoxipha pandellei ingår i släktet Blaesoxipha och familjen köttflugor.
Artens utbredningsområde är Frankrike. Inga underarter finns listade i Catalogue of Life.